# Яковская (Смоленская область)
Я́ковская — деревня  в  Смоленской области России,  в Сафоновском районе. Население – 45 жителей (2007 год)  .  Расположена в северной части области  в 22 км к северу от города Сафонова,  в 23 км севернее автодороги М1 «Беларусь».  Бывшая железнодорожная станция Яковская на линии Дурово — Владимирский Тупик.  Входит в состав Васильевского сельского поселения.  

## История
В годы Великой Отечественной войны деревня была оккупирована гитлеровскими войсками в сентябре 1941 года, освобождена в 1943 году. . С июля 1942 года по март 1943 в районе деревни действовал партизанский отряд «Народный Мститель»..